# 竹内志保
竹内 志保（たけうち しほ、1967年4月2日 - ）は、日本のメカアニメーターである。かつては、ジュニオ、IGタツノコ、スタジオゑびすなどに所属していたこともあったが、現在はフリーである。

## 参加作品

### テレビアニメ
- 楽しいムーミン一家（1990年、動画）
- クレヨンしんちゃん（1992年、原画）
- 烈火の炎（1998年、オープニングアニメーション）
- 南海奇皇（1998年 - 1999年、メカニックデザイン・メカ作監・作画監督・原画）
- てなもんやボイジャーズ（1999年、作画監督補佐）
- 臣士魔法劇場 リスキー☆セフティ（1999年、原画）
- ラーゼフォン（2002年、メカニカル作画監督・メカ作画監督・原画）
- OVERMANキングゲイナー（2002年 - 2003年、原画）
- ラーゼフォン 多元変奏曲（2003年、メカニカル作画監督・原画）
- スクラップド・プリンセス（2003年、美術デザイン・絵コンテ・演出・作画監督）
- KURAU Phantom Memory（2004年、原画）
- 絢爛舞踏祭 ザ・マーズ・デイブレイク（2004年、特技監督・絵コンテ・演出）
- 攻殻機動隊 S.A.C. 2nd GIG（2004年 - 2005年、原画）
- 交響詩篇エウレカセブン（2005年、原画）
- HEROMAN（2010年、原画）
- GOSICK -ゴシック-（2011年、デザインワークス・原画）
- 青の祓魔師（2011年、原画）
- エウレカセブンAO（2012年、デザインワークス・原画）
- マギ（2012年、コンセプトデザイン・原画）
- 世界征服〜謀略のズヴィズダー〜（2014年、美術設定・原画）
- 七つの大罪（2014年、画面設計）
- GRANBLUE FANTASY The Animation（2017年、美術設定）
- 天狼 Sirius the Jaeger（2018年、コンセプトデザイン）
- 天晴爛漫!（2020年、メカニックデザイン）[2]
- その着せ替え人形は恋をする（2022年、原画）

### OVA
- 忍者龍剣伝（1991年、動画チェック）
- ジョジョの奇妙な冒険（1993年 - 1994年、原画）
- BOUNTY DOG/月面のイブ（1994年、原画）
- KEY THE METAL IDOL（1994年 - 1997年、メカデザイン・作画監督）
- 神秘の世界エルハザード（1995年、原画）
- フォトン（1997年、原画）
- HALO LEGENDS　Episode4（2010年、原画）

### 劇場アニメ
- おむすびまん（1990年、動画）
- スプリガン（1998年、原画）
- COWBOY BEBOP 天国の扉（2001年、セットデザイン・レイアウト・原画）
- イノセンス（2004年、原画）
- 劇場版 鋼の錬金術師 シャンバラを征く者（2005年、作画監督協力、原画）
- ヱヴァンゲリヲン新劇場版:序（2007年、原画）
- ストレンヂア 無皇刃譚（2007年、美術設計）
- スカイ・クロラ The Sky Crawlers（2008年、原画）
- 宇宙ショーへようこそ（2010年、場面設計・プロダクションデザイン・イメージボード）
- サイボーグ009（2010年、レイアウト）
- ガラスの花と壊す世界（2016年、画面設計）
- 劇場版 七つの大罪 天空の囚われ人（2018年、画面設計）
- Fate/Grand Order -冠位時間神殿ソロモン-（2021年、プロップデザイン・美術設定）